# Alsters församling
Alsters församling var en församling i Karlstads stift och i Karlstads kommun. Församlingen uppgick 2006 i Alster-Nyedsbygdens församling.

## Administrativ historik
Församlingen har medeltida ursprung. År 1595 utbröts en del till den då nybildade Nyeds församling.
Församlingen var till 1869 annexförsamling i pastoratet Väse, Östra Fågelvik och Alster för att därefter till 1962 utgöra ett eget pastorat. Från 1962 till 2006 var församlingen annexförsamling i pastoratet Nyed, Älvsbacka och Alster. Församlingen uppgick 2006 i Alster-Nyedsbygdens församling.

## Organister
| Period    | Namn                   | Levnadstid | Övrigt   |
| --------- | ---------------------- | ---------- | -------- |
| 1834–1836 | Johan August Andersson | 1809–1885  | Organist |
| 1837–1885 | Gustaf Lundmark        | 1817–1900  | Organist |

## Kyrkor
- Alsters kyrka